# Игор Богдановић
Игор Богдановић (Нови Сад, 25. септембар 1974) је бивши српски фудбалер, који је играо на позицији нападача.

## Каријера
Поникао је у Војводини, где је и почео сениорску каријеру. Једну сезону игра на позајмици у Борцу из Чачка, а затим 1995. године прелази у Земун, где игра 2 године да би онда прешао у Литекс, са којим осваја првенство Бугарске. Након Литекса, враћа се у Војводину 1999. где је играо стандардно и постао репрезентативац. Године 2002. прелази у Црвену звезду, где ипак није постао стандардни првотимац. Након Звезде, 2004. године прелази у Дебрецин, са којим осваја 2 титуле првака Мађарске. Осим Дебрецина, Богдановић је играо још за Генчлербирлиги, Хонвед, Ђер и поједине нижеразредне мађарске клубове.
За репрезентацију Југославије је одиграо две утакмице на Кирин купу 2001.

## Трофеји
Литекс
- Прва лига Бугарске: 1997/98

Дебрецин
- Прва лига Мађарске: 2004/05, 2005/06
- Куп Мађарске: 2007/08
- Суперкуп Мађарске: 2005, 2006